# 허드슨 테일러
제임스 허드슨 테일러(James Hudson Taylor, 1832년 5월 21일 - 1905년 6월 3일)는 영국 출신으로 중국 내지 선교회의 창설자이다.

## 경력

### 중국 선교 이야기
테일러는 중국 옷을 입고 활동하여, 51년 동안 많은 개신교 선교사에게 영향을 주었다. 로마 가톨릭 선교사들은 중국인과 같은 말과 글, 옷이 몸에 익었지만, 개신교 선교사에게 허드슨 테일러의 행동은 급진적이었다.
1867년 8월 사랑하는 딸 나리아 그레이스가 폐렴으로 죽고, 1870년 2월 다섯 살 난 아들 새뮤얼을 결핵성 장염으로 잃었다. 같은 해 9월 아들 노얼이 태어난 지 20일 만에 죽었고, 그로부터 13일 후에는 아내마저 32세의 나이로 죽었다. 테일러의 헌신으로 북미, 스웨덴, 노르웨이, 덴마크, 독일, 호주, 뉴질랜드에 중국선교회 지부가 설립되었고, 한때 중국에 모여든 선교사는 1천 명을 넘었다.

### 의화단 사건
1900년 5월 ‘의화단 사건’이 전국을 휩쓸었을 때는 135명의 선교사와 53명의 선교사 자녀들이 살해되었는데, 대부분 중국 내지 선교회 소속의 선교사였다. 독신 여성 선교사도 많았다. 의화단 사건이 지나고 1902년 그는 선교회 대표직을 사임했다.

### 중국방문
73세인 그는 아들과 며느리를 데리고 중국을 향했다. 그곳 기독교인들은 사랑과 존경심으로 영접해 주었고 어디를 가나 그를 “중국의 은인”으로 불렀다. 여러 선교 본부를 방문한 후 그는 이전에 배타적인 지방이었던 후난성(湖南省)의 창사(长沙)에서 73살의 나이로 열정적인 전도자의 일생을 마쳤다. 허드슨 테일러는 그리스도만을 위해서 살았고 영혼에게 구원의 복음을 전하는 일에 헌신하였고, 전도의 목표를 위해 언어, 의학, 기도훈련을 철저히 감당하였으며, 고난과 시련을 겪으며 감당한 헌신적인 전도생활을 실천한 인물이었다. 그는 진정한 중국 복음화의 선구자였다.

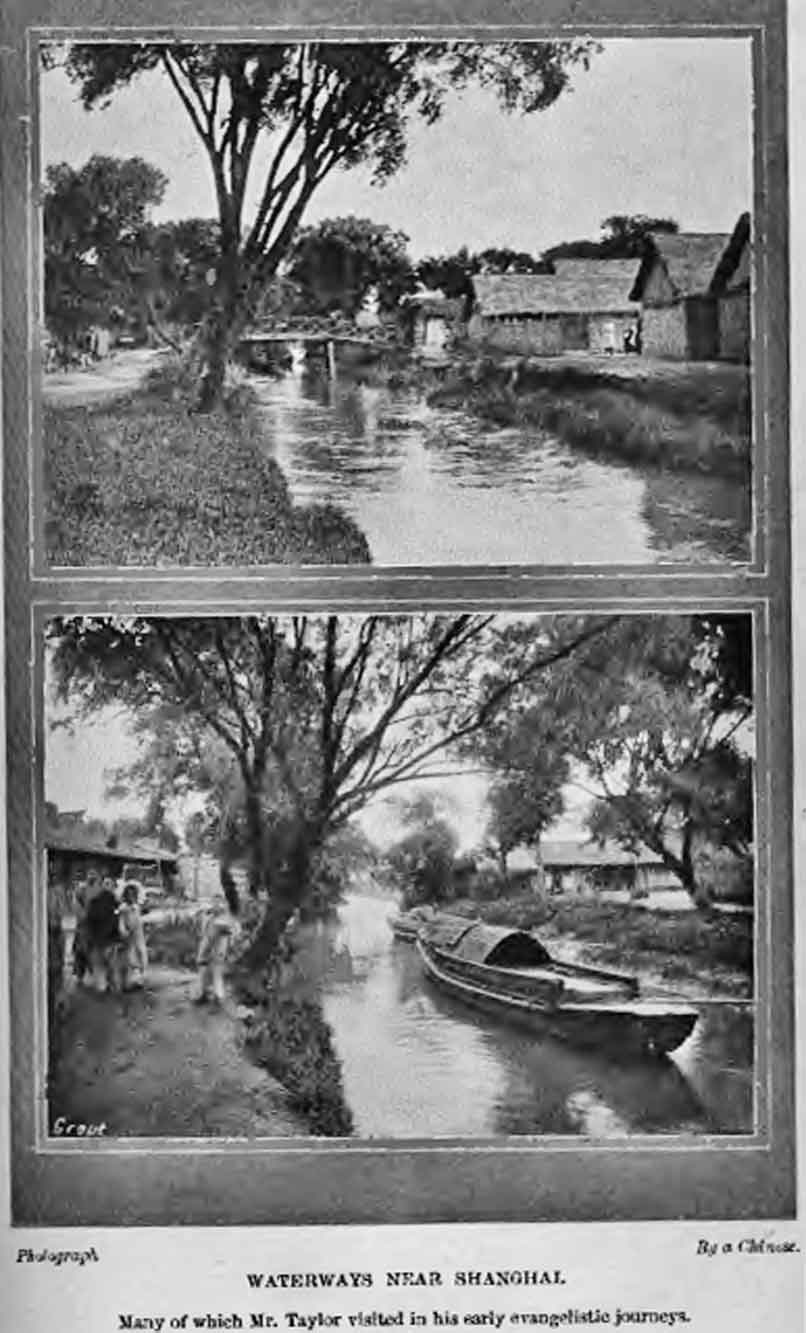
허드슨 테일러는 배를 타고 중국의 대운하와 수로에서 설교하며 성경을 배포하였다.